# Władimir Komarow (kosmonauta)

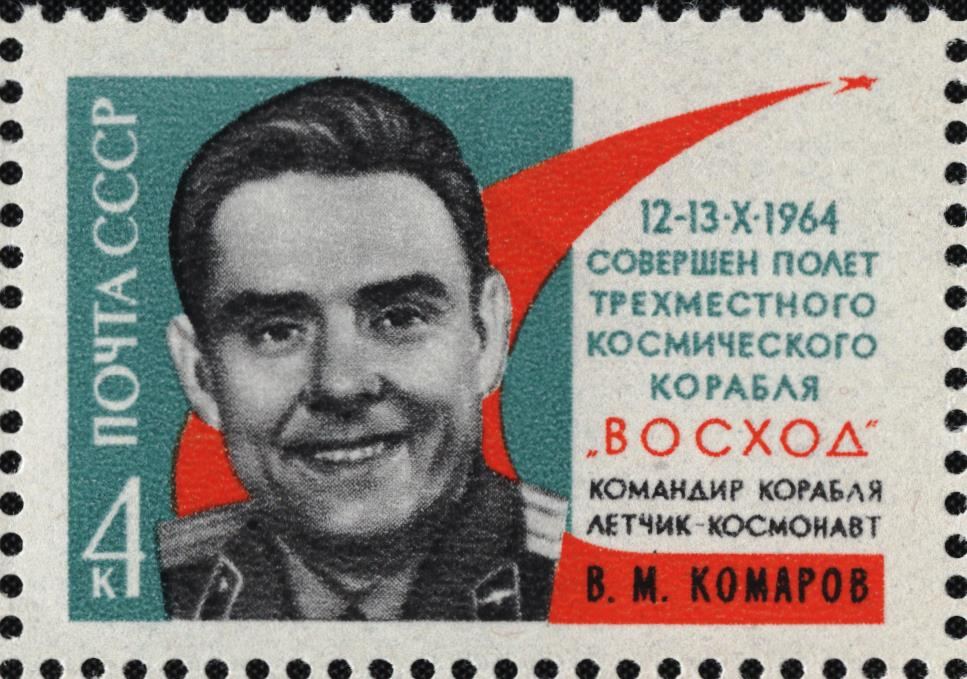
Znaczek pocztowy upamiętniający pierwszy lot Komarowa

Władimir Michajłowicz Komarow (ros. Владимир Михайлович Комаров, ur. 16 marca 1927 w Moskwie, zm. 24 kwietnia 1967 w obwodzie orenburskim) – Lotnik Kosmonauta ZSRR, inżynier, pułkownik lotnictwa. Dwukrotny bohater Związku Radzieckiego.

## Życiorys
Urodził się w Moskwie, z pochodzenia Rosjanin. Od 1945 służył w Armii Radzieckiej. Po ukończeniu wstępnej szkoły lotniczej, w 1949 ukończył Batajską Wojskową Szkołę Pilotów im. A.K. Sierowa. Służył następnie jako pilot myśliwski. W 1959 z wyróżnieniem ukończył studia na Lotniczej Akademii Technicznej im. Nikołaja Żukowskiego.
Od 7 marca 1960 przygotowywał się do lotów kosmicznych w składzie 1. oddziału kosmonautów (WWS 1), którego był naczelnikiem. Brał udział w dwóch lotach kosmicznych. Według dawnego nauczyciela akademickiego Gagarina, Siergieja Biełocerkowskiego, Komarow był poważnie brany pod uwagę jako kandydat do pierwszego lotu w kosmos, ale „członek jego dalszej rodziny był wówczas represjonowany”. Pierwszy raz 12/13 października 1964 dowodził pierwszym wieloosobowym statkiem kosmicznym Woschod 1. Lot trwał 24 godziny, 17 minut i 3 sekundy. Za drugim razem leciał pierwszym z serii nowych statków kosmicznych Sojuz 1, start nastąpił 23 kwietnia 1967 i lot trwał ponad dobę. W trakcie lotu borykał się z problemami technicznymi, a podczas lądowania zawiodły spadochrony modułu lądującego Sojuza, który nie posiadał już żadnych innych możliwości zmniejszenia prędkości opadania, co zakończyło się śmiercią kosmonauty po uderzeniu kapsuły w ziemię 24 kwietnia 1967 (o godzinie 3:22 czasu UTC), koło wsi Karasuk w rejonie adamowskim, obwodzie orenburskim.
Komarow został pochowany na Cmentarzu przy Murze Kremlowskim w Moskwie. Jego imieniem nazwano planetoidę (1836) Komarov, krater na Księżycu, a także wiele obiektów w ZSRR. W okresie od 28 kwietnia 1967 do 18 grudnia 1992 jego imię nosiła jedna z warszawskich ulic (obecnie ul. Wołoska). Do 1990 był też patronem ulicy w Częstochowie (obecnie ul. Prądzyńskiego), a do 2017 roku ulicy w Białymstoku (obecnie ul. Jana Heweliusza).
Podobnie jak inni radzieccy kosmonauci, Komarow za pierwszy lot kosmiczny został uhonorowany 19 października 1964 tytułem Bohatera Związku Radzieckiego, a drugim pośmiertnie 24 kwietnia 1967. Odznaczony był kilkukrotnie Orderem Lenina, Orderem Czerwonej Gwiazdy i innymi odznaczeniami, a także tytułem bohatera pracy Demokratycznej Republiki Wietnamu.
Stowarzyszenie Uczestników Lotów Kosmicznych (Association of Space Explorers) przyznało mu pośmiertnie Universal Astronaut Insignia za lot orbitalny (nr 11).

## Wykaz lotów
| Lp. | Data startu          | Statek kosmiczny | Data lądowania       | Funkcja | Czas trwania                            |
| --- | -------------------- | ---------------- | -------------------- | ------- | --------------------------------------- |
| 1   | 12 października 1964 | Woschod 1        | 13 października 1964 | Dowódca | 1 dzień 17 minut i 3 sekundy.           |
| 2   | 23 kwietnia 1967     | Sojuz 1          | 24 kwietnia 1967     | Dowódca | 1 dzień 2 godziny 47 minut i 52 sekundy |

Łączny czas spędzony w kosmosie – 2 dni 3 godziny 4 minuty i 55 sekund